# 小行星6986
小行星6986（6986 Asamayama）是一颗绕太阳运转的小行星，为主小行星带小行星。该小行星于1994年11月24日发现。

## 轨道参数
小行星6986的轨道半长轴为2.9331378 UA，离心率为0.057。